# Вила Парк (Калифорнија)
Вила Парк (енгл. Villa Park) град је у америчкој савезној држави Калифорнија. По попису становништва из 2010. у њему је живело 5.812 становника.

## Демографија
Према попису становништва из 2010. у граду је живело 5.812 становника, што је 187 (3,1%) становника мање него 2000. године.
| Група             | 2000.         | 2010.         |
| Белци             | 4.691 (78,2%) | 4.177 (71,9%) |
| Афроамериканци    | 48 (0,8%)     | 42 (0,7%)     |
| Азијати           | 775 (12,9%)   | 854 (14,7%)   |
| Хиспаноамериканци | 354 (5,9%)    | 598 (10,3%)   |
| Укупно            | 5.999         | 5.812         |